# Hypena josefinae
Hypena josefinae là một loài bướm đêm trong họ Erebidae.